# Witchaven
Witchaven ist ein Computerspiel, das dem Ego-Shooter-Genre zugeordnet wird, aber auch aus Rollenspielen bekannte Elemente enthält. Das 1995 erschienene Spiel erhielt ein Jahr später mit Witchaven II: Blood Vengeance einen Nachfolger.

## Geschichte
Die beiden Witchaven-Teile wurden von AWE Productions und Capstone Software entwickelt und von Intracorp Entertainment vertrieben. Witchaven wurde 1995 von U.S. Gold und tewi Publishing GmbH veröffentlicht. Der Nachfolger, Witchaven II: Blood Vengeance, folgte 1996 über U.S. Gold, Eidos Interactive und Proein Software. 
Beide Teile basieren auf der Build-Engine. Circa 2006 veröffentlichte der frühere Capstone Programmierer Les Bird den Quelltext von Witchaven und Witchaven II, da er verwaiste Rechte annahm ("Abandonware").
Im Juni 2021 wurden Witchaven und Witchaven II auf GOG und Steam neuveröffentlicht.

## Spielinhalt
Der Spielercharakter ist ein Fantasy-Ritter namens Grondoval, der von seinem König Verkapheron ausgesandt wird, auf einer Mission eine böse Hexe, Illwhyrin, zu töten. Im Nachfolger ist der Feind deren rachsüchtige Schwester, die große Hexe Cirae-Argoth, die alle Bewohner aus Grandovals Heimatdorf entführt.
In beiden Spielen gibt es mehrere Waffen (fast ausschließlich Nahkampfwaffen wie Zweihänder, Streitflegel und Spieß), sowie magische Spruchrollen (sowohl defensive als auch offensive Zaubersprüche) wie Fliegen, Furcht und Feuerball. Kämpfe lassen in beiden Spielen die Erfahrungspunkte durch das wiederholte Töten von Gegnern ansteigen.